# 前ノ町
前ノ町（まえのちょう）は、愛知県名古屋市東区の地名。

## 歴史

### 町名の由来
相応寺の門前町であることに由来する。相応寺自体は1934年（昭和9年）に千種区城山町に移転している。

### 沿革
- 明治初年 - 愛知郡前ノ町として成立[4]。
- 1878年（明治11年）
  - 12月20日 - 名古屋区編入に伴い、同区前ノ町となる[4]。
  - 12月28日 - 一部が東長塀町に編入される[4]
- 1889年（明治22年）10月1日 - 名古屋市成立に伴い、同市前ノ町となる[4]。
- 1908年（明治41年）4月1日 - 東区成立に伴い、同区前ノ町となる[4]。
- 1981年（昭和56年）9月13日 - 東区徳川一丁目および山口町にそれぞれ編入され消滅[4]。